# مقاطعة أسد آباد
مقاطعة أسد آباد (بالفارسية: شهرستان اسدآباد) هي إحدى مقاطعات محافظة همدان في إيران. كان عدد سكان المقاطعة سنة 2006 حوالي 104,566 نسمة.